# Міста Волинської області

Волинська область на карті України

До складу Волинської області входять 12 міст. Найбільшим за населенням є Луцьк з населенням у 215 986 осіб за даними Державної служби статистики України від 1 січня 2022 року.
Отримати статус міста в України мають право населені пункти, які мають населення понад 10 000 осіб. Цей статус мають чимало міст, які не задовольняють цій вимозі, виходячи з їхнього історичного, економічного або географічного значення. До міської території часто входять прилеглі поселення, які становлять з ним єдину соціальну, економічну та історичну спільність.
У списку показані міста та містечка Волинської області, офіційні назви українською мовою, їхня площа, населення (за даними перепису 2001 року й інформації Державної служби статистики України від 1 січня 2022 року), географічні координати адміністративних центрів, мовний склад (зазначені мови, що становлять понад 1% від населення громади за даними Всеукраїнського перепису населення 2001 року), положення на карті області.
Міста України до 2020 року мали обласне та районне значення. Обласне значення мали 4 міста: Володимир, Ковель, Луцьк та Камінь-Каширський. Районного значення 8 міст: Берестечко, Горохів, Нововолинськ, Ківерці, Любомль, Рожище, Устилуг та Олика. Внаслідок адміністративно-територіальної реформи 2020 року усі міста в Україні (в тому числі обласні центри, і міста обласного значення) включені до складу районів.

## Список міст і містечок

### Міста
| Назва             | Зображення | Площа (км²) | Населення (за роками перепису та державної статистики) | Населення (за роками перепису та державної статистики) | Рідна мова (2001)                     | Карта                                                                                         |
| Назва             | Зображення | Площа (км²) | 2001                                                   | 2022                                                   | Рідна мова (2001)                     | Карта                                                                                         |
| ----------------- | ---------- | ----------- | ------------------------------------------------------ | ------------------------------------------------------ | ------------------------------------- | --------------------------------------------------------------------------------------------- |
| Берестечко        |            | 1,97        | 1 904                                                  | 1 630                                                  | українська — 98,07% російська — 1,56% | 50°21′26″ пн. ш. 25°06′43″ сх. д. / 50.35722° пн. ш. 25.11194° сх. д. · Берестечко            |
| Володимир         |            | 16,05       | 38 256                                                 | 37 910                                                 | українська — 94,49% російська — 5,15% | 50°50′53″ пн. ш. 24°19′20″ сх. д. / 50.84806° пн. ш. 24.32222° сх. д. · Володимир- Волинський |
| Горохів           |            | 11          | 9 015                                                  | 8 925                                                  | українська — 98,59% російська — 1,24% | 50°29′58″ пн. ш. 24°45′54″ сх. д. / 50.49944° пн. ш. 24.76500° сх. д. · Горохів               |
| Камінь-Каширський |            | 7,64        | 10 818                                                 | 12 477                                                 | українська — 99,11% російська — 0,77% | 51°37′12″ пн. ш. 24°57′55″ сх. д. / 51.62000° пн. ш. 24.96528° сх. д. · Камінь-Каширський     |
| Ківерці           |            | 8,48        | 16 678                                                 | 13 798                                                 | українська — 97,05% російська — 2,71% | 50°49′59″ пн. ш. 25°27′41″ сх. д. / 50.83306° пн. ш. 25.46139° сх. д. · Ківерці               |
| Ковель            |            | 47,3        | 66 401                                                 | 67 575                                                 | українська — 95,77% російська — 3,93% | 51°13′09″ пн. ш. 24°41′16″ сх. д. / 51.21917° пн. ш. 24.68778° сх. д. · Ковель                |
| Луцьк             |            | 42          | 208 816                                                | 215 986                                                | українська — 92,87% російська — 6,79% | 50°44′52″ пн. ш. 25°19′28″ сх. д. / 50.74778° пн. ш. 25.32444° сх. д. · Луцьк                 |
| Любомль           |            | 11,986      | 10 395                                                 | 10 295                                                 | українська — 98,05% російська — 1,72% | 51°13′25″ пн. ш. 24°01′58″ сх. д. / 51.22361° пн. ш. 24.03278° сх. д. · Любомль               |
| Нововолинськ      |            | 20          | 53 838                                                 | 49 772                                                 | українська — 94,50% російська — 5,09% | 50°43′37″ пн. ш. 24°09′54″ сх. д. / 50.72694° пн. ш. 24.16500° сх. д. · Нововолинськ          |
| Рожище            |            | 10          | 13 636                                                 | 12 483                                                 | українська — 98,49% російська — 1,35% | 50°54′46″ пн. ш. 25°16′12″ сх. д. / 50.91278° пн. ш. 25.27000° сх. д. · Рожище                |
| Устилуг           |            | 4,03        | 2 283                                                  | 2 060                                                  | українська — 98,07% російська — 1,36% | 50°51′36″ пн. ш. 24°09′25″ сх. д. / 50.86000° пн. ш. 24.15694° сх. д. · Устилуг               |
| Олика             |            | 4,91        | 2 865                                                  | 3 032                                                  | українська — 98,25% російська — 1,29% | 50°43′14″ пн. ш. 25°49′0″ сх. д. / 50.72056° пн. ш. 25.81667° сх. д. · Олика                  |